# Кузьмин, Михаил Романович
Михаил Романович Кузьмин — советский хозяйственный, государственный и политический деятель.

## Биография
Родился в 1907 году в деревне Филатово. Член КПСС.
Образование высшее (окончил Институт внешней торговли МВТ СССР)
- В 1930—1938 гг. — руководитель группы, начальник отделов снабжения ВСНХ, Наркомата тяжелой промышленности СССР, Наркомата машиностроения СССР.[2]
- В 1938—1942 гг. — начальник отдела, заместитель секретаря Экономического совета, секретарь Совета по эвакуации СНК СССР.[2]
- В 1942—1943 гг. — начальник Экспортного управления НКВТ СССР.[2]
- В 1943—1946 гг. — заместитель наркома внешней торговли СССР.[2]
- В 1946—1965 гг. — заместитель министра внешней торговли СССР.[2]
- В 1965—1980 гг. — первый заместитель министра внешней торговли СССР.[2]

C 1980 гг. — персональный пенсионер.
Делегат XXV съезда КПСС.
Умер в Москве в 1998 году.

## Отзывы о деятельности и личности
С. А. Борисова заменил Михаил Романович Кузьмин, ведавший вопросами экспорта и импорта сырьевых товаров, человек очень опытный, хорошо знавший практику внешнеторговых операций. Он всегда замещал Николая Семёновича во время его отсутствия

Начальник протокольного отдела Минвнешторга В. А. Рахманин вспоминает, что именно в это время, — а слухи о нездоровье министра разносились быстро,— два его заместителя — М. Р. Кузьмин и В. С. Алхимов — стали «подковёрно» предлагать себя на место министра. Каждый из них представлял собой личность с большими заслугами. М. Р. Кузьмин, крепкий организатор, был близок к А. Н. Косыгину, с которым работал в аппарате правительства во время войны.

Вспоминается случай с Михаилом Романовичем Кузьминым — первым заместителем министра по экспорту и импорту сырьевых товаров. В своей области это был очень авторитетный специалист, и ему часто напрямую звонил по оперативным вопросам Председатель Совета министров А. Н. Косыгин. Михаил Романович в те годы страдал частичной потерей слуха, и А. Н. Косыгин направил его на операцию по коррекции слуха за рубеж, в Швецию, что тогда было большой редкостью. Однако операция мало помогла.
Однажды, уже после операции, Алексей Николаевич позвонил Кузьмину по какому-то оперативному вопросу, и тот в разговоре, недослышав, несколько раз ответил наугад и невпопад. Косыгин ничего не сказал, но перезвонил Н. С. Патоличеву, который объяснил ему ситуацию. Через час Кузьмин зашёл к Николаю Семёновичу, доложил о состоявшемся с премьером разговоре и сказал, что собирается уходить из министерства по состоянию здоровья. После долгого и доброжелательного разговора Н. С. Патоличев подписал ему заявление об уходе, при этом ни разу не высказав никаких претензий.

## Награды
- Орден Ленина (01.05.1944, 10.08.1945, 17.12.1966, 21.09.1977)[7][8][9]
- Орден Трудового Красного Знамени (25.02.1982)